# Джоузеф Стейтън
Джоузеф Стейтън (на английски: Joseph Staten) е американски писател на бестселъри в жанра научна фантастика, сценарист и режисьор на видео игри.

## Биография и творчество
Джоузеф Майкъл Стейтън е роден през 1972 г. в Сан Франциско, Калифорния, САЩ. Баща му е бил професор по теология и философия на религията.
Първоначално планира да стане актьор и учи от 1990 г. в Северозападния университет, който завършва през 1994 г. с бакалавърска степен по театър и комуникация. Първата му работа е да преподава английски в японска гимназия по програмата „JET“. През 1996 г. и 1997 г. учи в Чикагския университет и го завършва с магистърска степен по военна история и политическите науки.
През 1998 г. започва да работи като международен маркетинг мениджър и разработчик на компютърни игри в известната фирма „Bungie Studios“ („Мит II: Soulblighter“). Последователно започва да участва като дизайнер и писател на текстове за игрите („Oni“), като сценарист и режисьор („Halo“ и „Halo 2“), като писател („Halo 3“) и като творчески директор.
В компанията Стейтън работи с други трима автори, всеки със собствена роля. Франк О'Конър разработва диалога, Роб Маклий се фокусира върху законността и лицензите, Люк Смит осъществява рекламата и комуникацията с феновете, а Стейтън разработва режисурата и сценариите на мисиите. Той пише контекста на сюжета, текстовете между екшън сцените, и допълнителна информация за играчите. Участва и с гласа си в озвучаването на малките извънземни „Грънс“. По време на работата си върху игрите той чете научна фантастика от Иън Банкс, Робърт Хайнлайн и Върнър Виндж.
Въпреки че предишните романи от серията „Хейло“ за написани от професионални писатели, като Ерик Нюланд и Уилям С. Диц, издателят „Tor Books“ избира Стейтън да напише петия том от поредицата. Той се решава да отвърне на предивикателствота и вложи в романа своите виждания и опит от разработките на видеоигрите.
През 2007 г. излиза неговия пръв научнофантастичен роман „Атаката срещу Харвест“. В него се продължава сагата за съдбовния сблъсък между човечеството и извънземна цивилизация в жестока война за оцеляване. Сега оцеляването на гражданите на Харвест е в ръцете на един морски пехотинец – сержант Ейвъри Джонсън, от чието име се води повествованието. Умелата авторска работа кара читателите да се отзоват във вихъра на кръвопролитни битки за свобода и независимост на човешката раса.
С издаването си романът достига до №3 в списъка на бестселърите на „Ню Йорк Таймс“ и остава там в продължение на месец. Получава отлични отзиви от читателите и критиката.
След успеха на романа Стейтън продължава да работи по видео игрите от поредицата „Halo“, която е разпространена в над 40 млн. копия. Пътува до Нова Зеландия няколко пъти, за да работи с Питър Джаксън и „Weta Workshop“ по филм за „Halo“. През 2011 г. отива в Северозападния университет, за да намери нови гласове за гейм-поредицата.
Джоузеф Стейтън е женен и има две деца. Живее със семейството си в Сиатъл.

## Произведения

### Съвместна серия „Хейло“ (Halo)
5. Contact Harvest (2007)
Атаката срещу Харвест, изд. „ИнфоДАР“ (2010), прев. Борислав Дянков
18. Shadow of Intent (2015)
в периода от 2003 г. до 2018 г. от серията има още 20 романа от различни автори